# Scarred (groupe)
Pour les articles homonymes, voir Scarred.
Scarred est un groupe luxembourgeois de death metal.

## Histoire
Le groupe est formé en 2000 sous le nom de Requiem. Le groupe change de nom pour Scarred en 2003 comme un projet de musique thrash metal et sort l'EP Inner Scars seulement un an plus tard en 2004. Avec le temps, le style musical du groupe évolue vers une musique plus dure de type death metal.
Cinq ans après la sortie de l'EP, le groupe sort son premier album, intitulé New Filth Order. Depuis, le groupe a joué dans les festivals de musique les plus connus d'Europe, dont le Wacken Open Air et le Metalcamp (tous deux en 2009),. Le 10 mai 2013, le deuxième album, Gaia/Medea, est sorti sur le label français Klonosphere (distribué par Season of Mist). Le musicien de Textures Jochen Jacobs a participé au mastering. Attila Nörös de Nevermore est un musicien invité.
Le groupe a également fait la première partie de The Black Dahlia Murder, Decapitated, Lamb of God, Arch Enemy et Swashbuckle. Le groupe joue de plus en plus en France, en Belgique, au Luxembourg et en Allemagne. Entre le 5 et le 9 juin 2013, le groupe a donné cinq concerts, dont un en Allemagne et quatre en France. An Apple a Day assure la première partie du concert. Ces concerts ont lieu dans le cadre de la tournée The Holoscene Extinction Tour.

## Membres
- Sacha Breuer — chant
- Jeff Jonas — chant, basse
- Diogo Bastos — chant, guitare
- Bertrand « Troll » Pinna — guitare
- Laurent Kessel — batterie

### Anciens membres
- Alex Sieradzky — chant
- Mathieu Haussy — chant

### Membres en direct
- Vincent « Vince » Wilquin — guitare

## Discographie

### Albums studio
- 2008 : New Filth Order
- 2013 : Gaia – Medea
- 2021 : Scarred

### Démos
- 2004 : Inner Scars